# Marhaň
Marhaň je obec na Slovensku v okrese Bardejov ležící v údolí řeky Topľa. Žije zde 952 obyvatel, první písemná zmínka pochází z roku 1277. Dříve byla sídlem panství, které dlouhou dobu patřilo místní větvi rodu Dessewffy. Nachází se zde římskokatolický kostel svatého Michaela archanděla, který byl postaven v letech 1991 až 1996 vedle již kapacitně nedostačujícího kostela téhož zasvěcení a který slouží také řeckokatolickým věřícím, a klasicistní evangelický kostel z první čtvrtiny 19. století.